# ريا
 تدقيق...

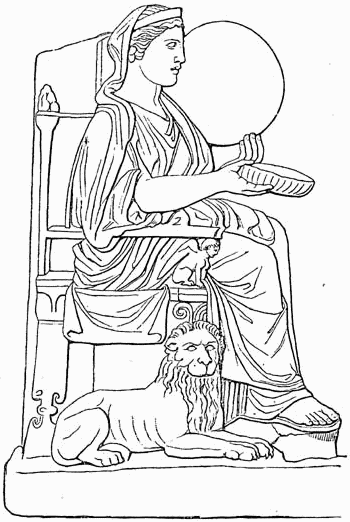
ريا (أو كوبيلي) 1888

ريا في الميثولوجيا الإغريقية هي إحدى الجبابرة ابنة غايا وأورانوس وزوجة أخيها الجبار (التيتان) كرونوس هي أم هيستيا وديميتر وهيرا وهاديس وبوسيدون وزيوس
تمثل ريا في الفن في أغلب الأحيان مع آلهة أخرى كديميتر وتمثل أحيانا كأم للآلهة جالسة
على أومفاليس Omphalos.(الحجر الذي يعين سرة الكون)
و تمثل أحيانا في لوحات معارك العمالقة
ريا هي زوجه كرونوس وأم لزيوس كبير الآلهة وأيضا أم لهيرا وبوسيدون وهاديس. وقد قامت بإخفاء ابنها زيوس في جزيرة كريت خوفا من أن يبتلعه كرونوس هو الآخر ووضعت بدلا منه صخرة ليبتلعها كرونوس ظنا منه أنها ابنه.